# Euptera hirundo
Euptera hirundo is een vlinder van de familie van de Nymphalidae, van de onderfamilie van de Limenitidinae. De wetenschappelijke naam van de soort is voor het eerst voorgesteld door Otto Staudinger in een publicatie uit 1891.

## Verspreiding
Deze vlinder komt voor in de bossen van Kameroen, Gabon, Congo-Brazzaville, Congo-Kinshasa, Oeganda, Kenia, Noordwest-Tanzania en Zambia.

## Waardplanten
De rups leeft op soorten van de Sapotaceae waaronder Synsepalum revolutum (Baker) T.D.Penn..